# No Tell Motel
No Tell Motel is een Amerikaanse horrorfilm uit 2012 onder regie van Brett Donowho, met in de hoofdrollen Chalie Howes, Johnny Hawkes, Andrew MacFarlane, Angel McCord en Chelsey Reist.

## Verhaal
Kyle, Megan, Rachel, Corey en Spencer zijn vijf vrienden die een roadtrip maken met een kampeerauto. Wanneer hun kampeerauto na een ongeluk op zijn zij belandt, moet het vijftal noodgedwongen overnachten in een verlaten motel totdat ze de volgende ochtend hulp kunnen vragen in het nabijgelegen tankstation.
Ze weten echter niet dat het vervallen gebouw geteisterd wordt door de geest van een meisje dat er jaren geleden doodgereden werd. Naarmate de nacht vordert en de verschijningen gewelddadiger worden, beseft Megan dat ze de geheimen van het motel moet ontrafelen voordat iedereen op mysterieuze wijze sterft.

## Rolverdeling
| Acteur             | Personage     |
| ------------------ | ------------- |
| Chalie Howes       | Megan         |
| Johnny Hawkes      | Spencer       |
| Andrew MacFarlane  | Kyle          |
| Angel McCord       | Corey         |
| Chelsey Reist      | Rachel        |
| Rileigh Chalmers   | Angela Horak  |
| James Tyce         | Grigor Horak  |
| Stephanie Van Dyck | Mary Horak    |
| Heath Whitelock    | Matthew Hogan |
| Ed Holden          | Old Man       |
| Katrina Mydske     | Dead Girl     |
| Luke Dodds         | Baby Matthew  |